# La Vengeance de l'aigle
Pour plus de détails, voir Fiche technique et Distribution.
La Vengeance de l'aigle (冷血十三鷹, Lěngxuè shísān yīng) est un film hong-kongais réalisé par Sun Chung, sorti en 1978.

## Synopsis
Treize super-guerriers, membres du clan du Bateau-de-Fer et surnommé 'les Treize Aigles', commettent toutes sortes de forfaits, sous la houlette de leur père adoptif, le redoutable Hung Yun-Tse. L'un des Aigles, Chi Ming-Sing, ne supporte plus les dérives sanglantes de sa confrérie, et, après une sérieuse blessure, décide de quitter le clan. Hélas, son maître ne l'entend pas ainsi et lance les autres disciples à sa poursuite. Pris au piège, Chi Ming-Sing devra affronter ses anciens camarades, mais que peut faire un homme seul face à un groupe aussi expérimenté que lui ? C'est sans compter sur l'aide providentielle d'un mystérieux et irritant chevalier solitaire, qui refuse de donner son identité.

## Fiche technique
- Titre : La Vengeance de l'aigle
- Titre alternatif (sortie vidéo): La Vengeance de l'aigle de Shaolin
- Titre original : 冷血十三鷹 (Lěngxuè shísān yīng)
- Titre anglais : The Avenging Eagle
- Réalisation : Sun Chung
- Scénario : Ni Kuang et Chin Hung
- Société de production : Shaw Brothers
- Musique : Chen Yung-yu
- Photographie : Lan Nai-Tsai
- Montage : Hsiao Yu
- Costumes : Kai Kung Chuan
- Chorégraphie des combats : Tang Chia, Huang Pei-chi
- Pays d'origine : Hong Kong
- Format : Couleurs - 2,35:1 - Mono - 35 mm
- Genre : Action, aventure et drame
- Durée : 90 minutes
- Dates de sortie : 1978 (Hong Kong), 5 octobre 1983 (France)

## Distribution
- Ti Lung : Chi Ming-sing
- Alexander Fu Sheng : Zhuo Yi-fan
- Ku Feng : Yu Sze-hung
- Yue Wing : Wong Yung
- Shih Szu : La sœur de Wong Yung
- Yeung Chi-hing : Su Man-chi, un justicier
- Ouyang Shafei : La femme de Su Man-chi
- Jenny Tseng : La femme de Zhuo Yi-fan, fille des précédents
- Tang Chia : 'Lance-d'Argent', le capitaine du convoi impérial
- Jamie Luk Kim-ming : Le garde du corps de Yu Sze-hung

## Autour du film
- La femme qui joue l'épouse de Fu Sheng dans le film, était réellement sa femme à la ville. Mariés en 1976, ils le restèrent jusqu'à la mort de Fu Sheng en 1983.